# Dave Mustaine
David Scott Mustaine, detto Dave (La Mesa, 13 settembre 1961), è un cantante, chitarrista e produttore discografico statunitense, fondatore del gruppo musicale thrash metal Megadeth.
Dal 1981 al 1983 è stato il chitarrista solista dei Metallica prima di essere allontanato dal gruppo a causa di controversie con il frontman James Hetfield; nello stesso anno fondò i Megadeth, di cui è tuttora frontman e unico componente stabile.
Nel 2004 la rivista Guitar World ha inserito Mustaine al 19º posto nella classifica dedicata ai 100 migliori chitarristi heavy metal di sempre, e nel 2006 la rivista Hit Parader lo ha inserito nella sua lista dei 100 migliori cantanti metal di tutti i tempi alla posizione numero 89.

## Biografia

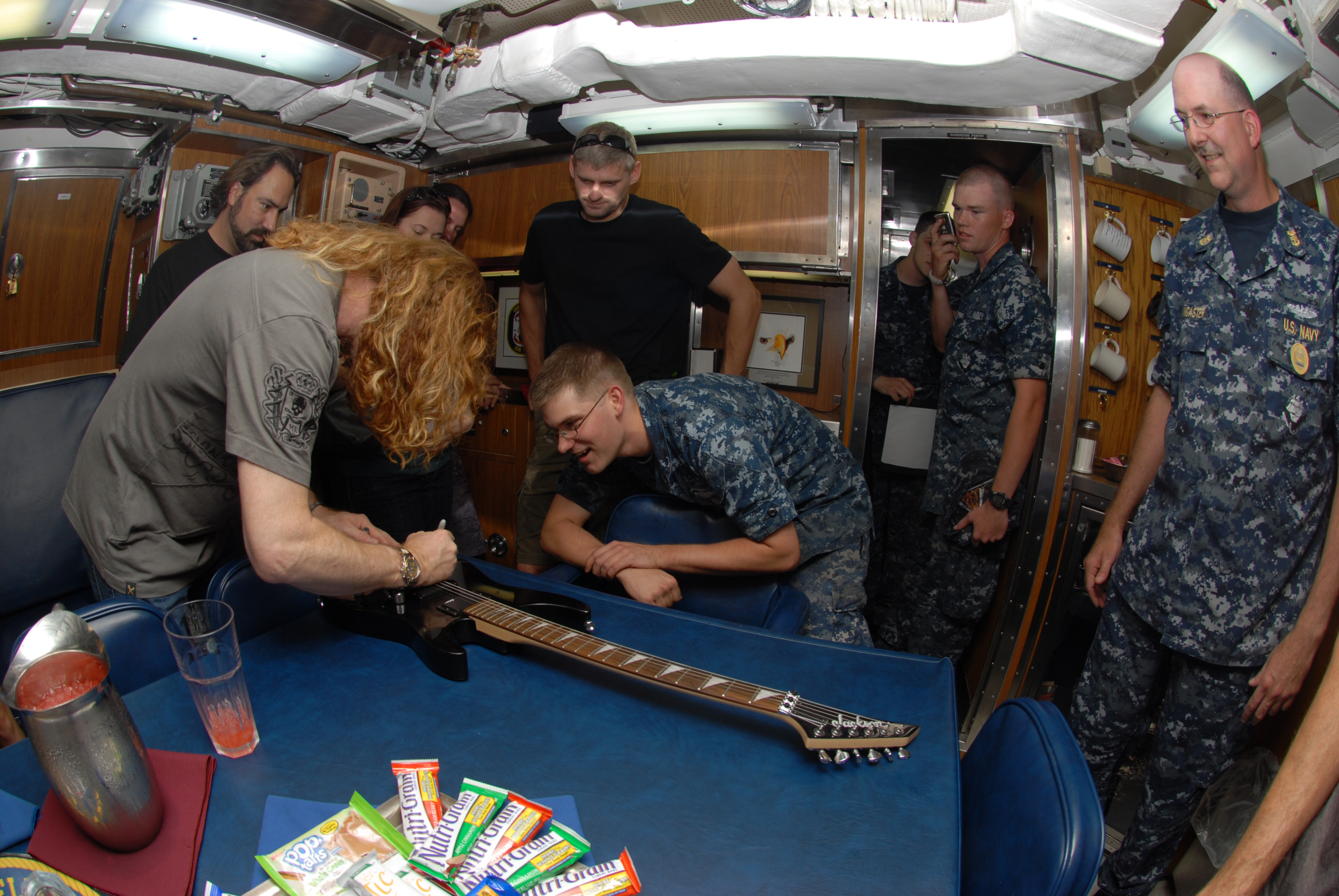
Dave Mustaine mentre autografa la sua chitarra dentro un sottomarino d'attacco, nel 2011. Il gruppo si era fermato temporaneamente alla stazione navale di Norfolk prima di un loro concerto

Il padre di Mustaine era un impiegato di banca mentre la madre faceva la donna di servizio; la sua infanzia fu, tuttavia, molto triste e segnata dai continui trasferimenti per sfuggire al padre, che dopo aver perso il lavoro si rifugiò nell'alcol. La madre ottenne il divorzio quando Dave aveva solo sette anni e dopo qualche anno il padre morì; per poter trovare sollievo alle sue sofferenze, Mustaine iniziò a dedicarsi alla musica, tant'è che con i primi soldi comprò una chitarra: con questo strumento si esercitava suonando con i dischi della sorella e in particolare quelli di Cat Stevens, cantautore che tuttora ammira molto. Con il tempo i suoi gusti musicali si avvicinarono progressivamente al rock, specialmente dopo aver scoperto Alice Cooper (che lo stesso Mustaine, in un'intervista su VH1 a Behind the Music 2001, definì il suo padrino); inoltre iniziò a coltivare anche la passione per l'heavy metal ascoltando Motörhead, Black Sabbath, Iron Maiden e AC/DC, per il punk, ascoltando i Sex Pistols, e per il rock britannico, ascoltando Queen e Led Zeppelin.
Da adolescente, a causa della sua infanzia infelice che lo aveva reso un ragazzo difficile, frequentò i sobborghi poveri del Sud California dedicandosi allo spaccio di droga: aveva un carattere diffidente, aggressivo, irritabile e soggetto a sbalzi di umore molto frequenti; aveva già sviluppato una passione per l'alcol, che lo rese ancora più intrattabile, e intanto si esercitava con la chitarra, ottenendo velocemente risultati lusinghieri. Agli inizi degli anni ottanta formò il suo primo gruppo, i Panic, band che tuttavia non ebbe lunga vita a causa di un istantaneo scioglimento dovuto alla morte in un incidente automobilistico del batterista Mike Leftwych e del tecnico del suono.

## Carriera

### Metallica
Nel 1981 il batterista dei Metallica, Lars Ulrich, mise un annuncio sul quotidiano locale The Recycler offrendo un posto da chitarrista solista nel suo gruppo; Dave lo contattò e partecipò all'audizione, impressionando con la sua bravura gli altri membri al punto che gli chiesero subito di entrare nel gruppo senza nemmeno richiedere una demo o di suonare con loro.
Mustaine entrò quindi ufficialmente nei Metallica ma dopo circa due anni, nell'aprile del 1983, fu cacciato dal gruppo per il suo abuso di droga e per gli scontri avuti con i membri fondatori Ulrich e James Hetfield: addirittura fu costretto a tornare in California da New York (dove la band si trovava per alcuni concerti) da solo, senza alcun supporto economico, unicamente con la sua chitarra e il suo bagaglio. Si dice che le tensioni fossero molto forti specialmente tra Hetfield e Mustaine e in effetti entrambi hanno successivamente affermato che non c'era mai stata intesa tra di loro.
In ogni caso si dice che sia proprio durante questo viaggio che Mustaine trovò un volantino che recitava "L'arsenale di megadeath non può essere dismesso, indipendentemente dalle conclusioni dei trattati di pace": da esso il chitarrista trovò ispirazione per il nome di una canzone, "Megadeath", che poi, storpiato in "Megadeth", sarebbe diventato il nome del suo gruppo.

### Megadeth
(Dave Mustaine)

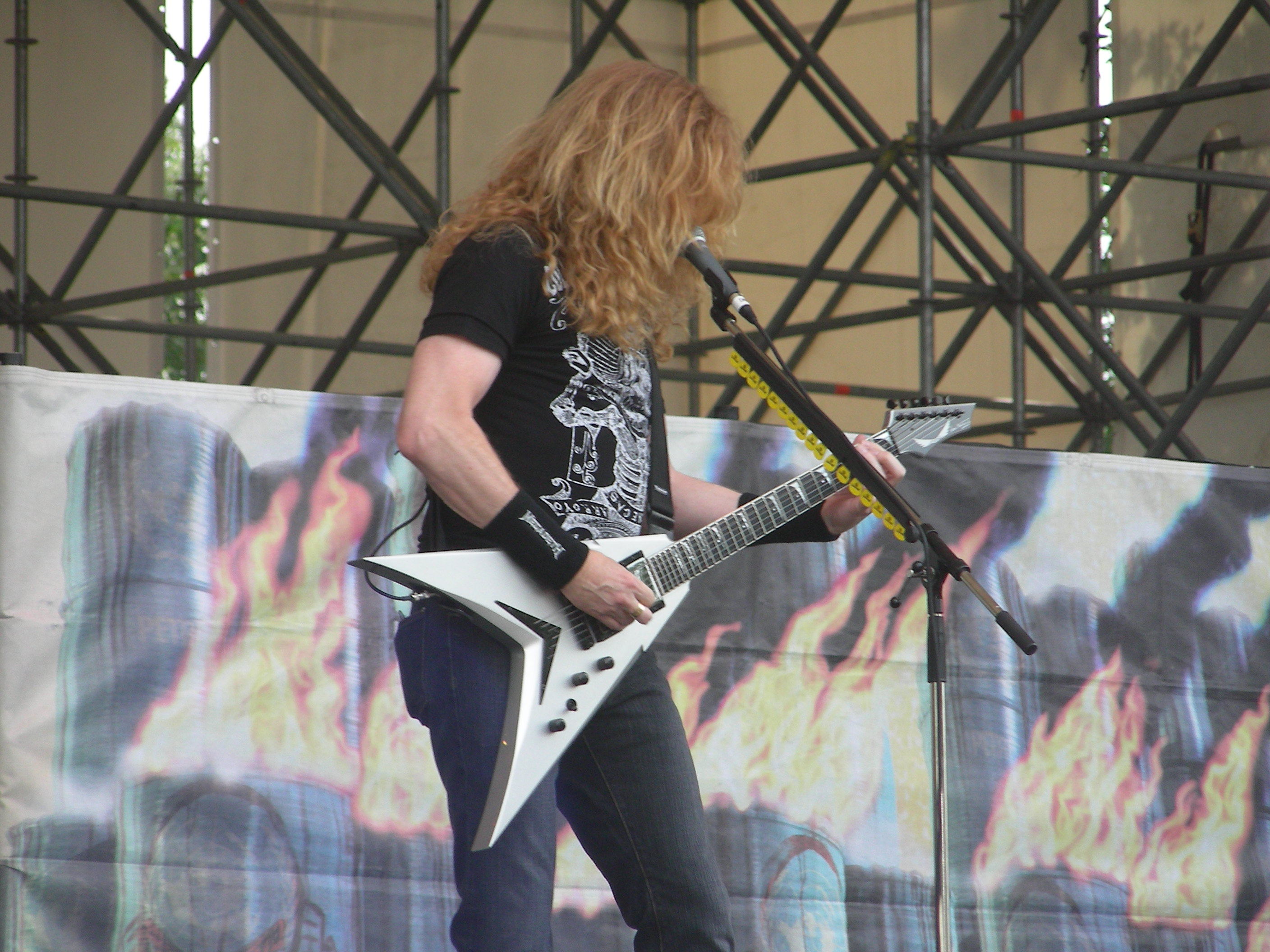
Dave Mustaine nel 2007

Mustaine ritornò a Los Angeles dopo la dipartita dai Metallica, fondò i Fallen Angels (band che durò poco tempo) e poi i Megadeth.
Dopo la pubblicazione del primo album (Killing Is My Business... And Business Is Good!) Mustaine chiese alla Jackson Guitars di fargli una chitarra personalizzata e la ditta gli fabbricò un modello King V con ventiquattro tasti: dopo aver creato la chitarra per Mustaine la compagnia cominciò una produzione di massa del modello King V, che il leader dei Megadeth continuò ad utilizzare fino ai primi anni duemila quando optò per le chitarre ESP e successivamente le Dean. Nel 1988 Mustaine co-produsse l'album Refuge Denied per i Sanctuary.
Dopo un arresto per guida in stato di ebbrezza nel 1989, Mustaine entrò in un programma per disintossicarsi da droga e alcool: lottò per avere un controllo sulla sua dipendenza ed ebbe diverse ricadute durante il trattamento. Mustaine ammette le crisi durante la sua battaglia in un'intervista ai Megadeth di Behind the Music.
Nel 1990 uscì Rust in Peace, che ottenne un enorme successo di pubblico e che risulta anche essere l'album di esordio di Nick Menza e Marty Friedman nei Megadeth, che rimarranno a suonare con Mustaine per lungo tempo a venire. Nel 1991 sposò Pamela Anne Casselberry, da cui ebbe un figlio l'anno successivo, Justis.
La band continuò a pubblicare dischi di successo e Mustaine collaborò ad altri diversi progetti, inclusi gli MD.45 con Lee Ving dei Fear.

### Infortunio e ritiro dalle scene musicali

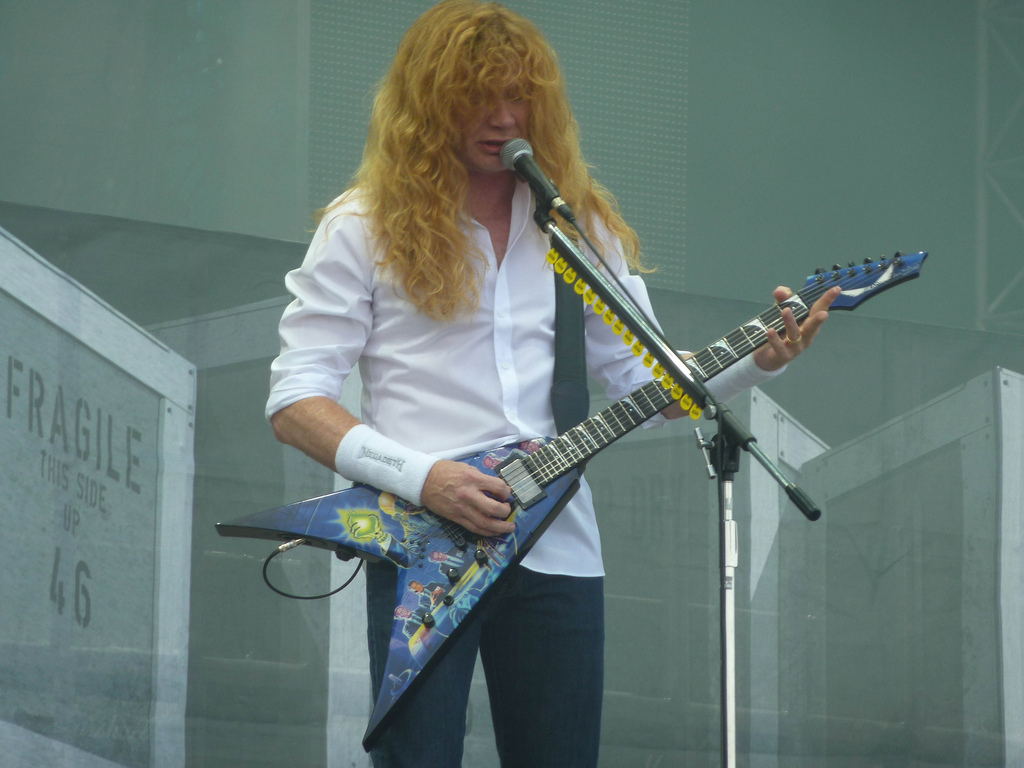
Dave Mustaine nel 2010

Nel gennaio del 2002, Mustaine, a causa di una lesione dovuta allo schiacciamento del nervo radiale della mano sinistra e del braccio, dovette smettere di suonare la chitarra. Nell'aprile di quell'anno i Megadeth furono sciolti.
Mustaine si sottopose a diverse terapie per sistemare la sua lesione, e cominciò ad esplorare altre aree dell'industria musicale, inclusa la produzione; riuscì comunque a riprendersi, e dopo un periodo, si dedicò al re-missaggio e alla rimasterizzazione di tutti gli album dei Megadeth, ripubblicati dalla Capitol Records.
Durante questo periodo Dave Mustaine si convertì anche al cristianesimo seguendo la chiesa dei Cristiani Rinati (a cui appartiene anche George Walker Bush). Diventando cristiano, Mustaine ha deciso di non voler più suonare in festival in cui sono presenti gruppi satanisti. Ha obbligato i Dissection a non presentarsi ad un festival in Israele e si è rifiutato di suonare con i Rotting Christ.
Mustaine maturò anche posizioni politiche conservatrici. Queste posizioni possono essere intuite da una sua affermazione dell'ottobre 2004: "Voterò per Bush... Votare per Kerry sarebbe uno sbaglio. Rovinerebbe il nostro paese". Ad ogni modo, nello stesso articolo, dichiara anche che vota per il male minore; e mostra di avere astio per tutti i politici in generale sulla copertina di The System Has Failed.

### Ritorno con i Megadeth e altre attività

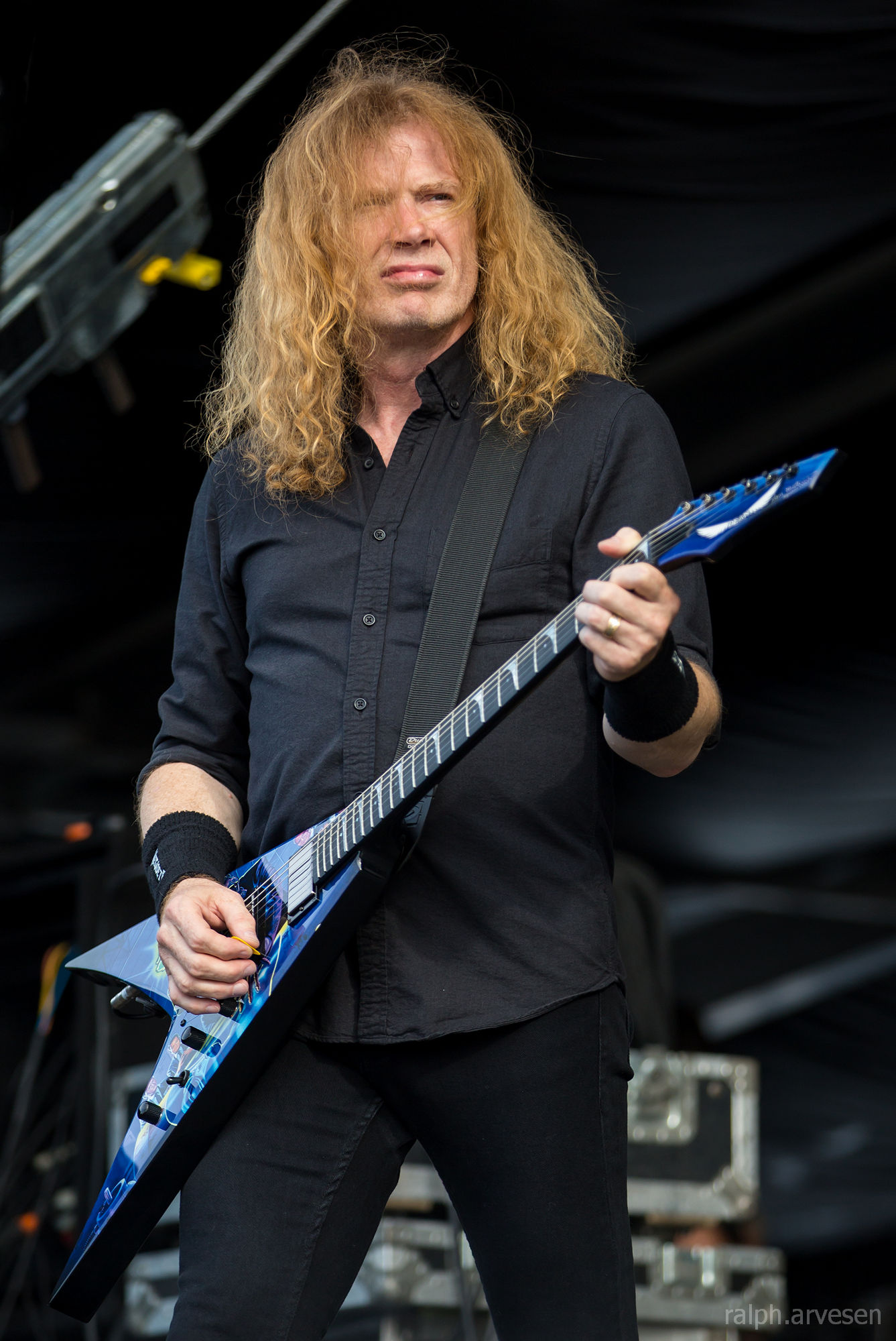
Dave Mustaine in concerto con i Megadeth nel 2016

Nel 2004 Mustaine riformò i Megadeth, arruolando Chris Poland, Vinnie Colaiuta alla batteria e Jimmy Lee Sloas al basso e pubblicando The System Has Failed nello stesso anno. Negli anni seguenti il frontman alternò vari musicisti nel gruppo durante le pubblicazioni dei successivi album, tra cui David Ellefson, ritornato in formazione dopo precedenti contrasti.
Nel 2011 ha pubblicato l'autobiografia Dave Mustaine: A Heavy Metal Memoir, che narra la sua vita dall'infanzia fino al periodo della pubblicazione dell'album Endgame del 2009. Nel 2014 ha cominciato l'attività di produzione di vino attraverso il nome House of Mustaine.
Il 17 giugno 2019 Mustaine ha annunciato di avere un cancro alla gola, motivo per il quale numerosi concerti del gruppo furono annullati. Il 3 febbraio dell'anno seguente ha rivelato di esserne completamente guarito.
Il 14 agosto 2025 Mustaine e i Megadeth hanno annunciato sui loro social il ritiro definitivo dalla scena musicale con un ultimo album in studio (che uscirà nel 2026) e un tour d'addio globale con date a partire dal 2026.

## Equipaggiamento
Nonostante in gioventù utilizzasse chitarre B.C. Rich, nel 1986 Mustaine cominciò a suonare strumenti della Jackson Guitars. Per lui la casa costruì il modello King V, la Dave Mustaine Signature Series King V a 24 tasti, poi commercializzato come KV1.

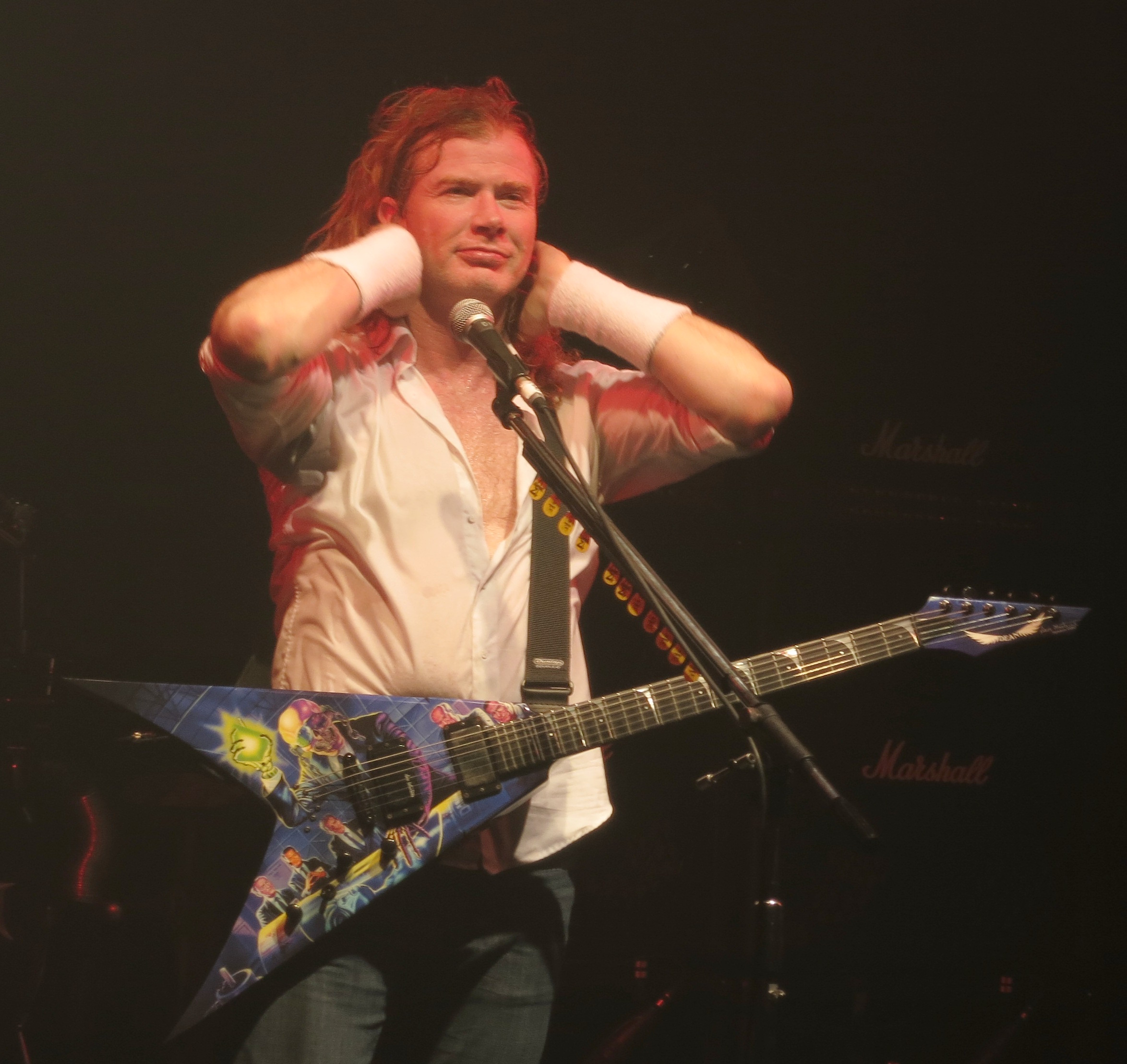
Mustaine con la Dean Rust In Peace tribute

Nel 2004 Mustaine passò alla ESP Guitars, ufficializzando il suo endorsement al NAMM Show 2004 con la presentazione del modello DV8 signature. Nel 2005 fu lanciata  ESP Axxion (pronunciata Action), per celebrare il 20° anniversario dei Megadeth. La Axxion e la EDV8 ebbero enorme successo e i modelli più economici come la LTD-DV8 R, la LTD DV200 e la LTD Axxion furono lanciati per puntare a un mercato più ampio.
Verso la fine del 2006 il chitarrista è passato alla Dean Guitars, la quale a sua volta ha creato un modello a lui dedicato, con la sigla Dean VMNT. Oltre alla Dean VMNT utilizza il modello Zero, che richiama palesemente la Gibson Explorer.
Dal febbraio 2021, Mustaine ha trasferito il suo endorsement alla Gibson.

## Discografia

### Con i Megadeth
- 1985 – Killing Is My Business... And Business Is Good!
- 1986 – Peace Sells... But Who's Buying?
- 1988 – So Far, So Good... So What!
- 1990 – Rust in Peace
- 1992 – Countdown to Extinction
- 1994 – Youthanasia
- 1997 – Cryptic Writings
- 1999 – Risk
- 2001 – The World Needs a Hero
- 2004 – The System Has Failed
- 2007 – United Abominations
- 2009 – Endgame
- 2011 – Thirteen
- 2013 – Super Collider
- 2016 – Dystopia
- 2022 – The Sick, the Dying... and the Dead!

### Con i MD.45
- 1996 – The Craving